# Nivel de agua
El nivel del agua, también conocido como altura de referencia o nivel, es la elevación de la superficie libre de un mar, arroyo, lago o embalse en relación con un punto de referencia altimétrica específica.

## Terminología relacionada
- Nivel del mar
- Mareógrafo
- Sensor de nivel
- Nivel líquido
- Cabeza hidráulica
- Medidor de corriente
  - Indicadores de nivel de agua
- Etapa (hidrología)
- Etapa de inundación
- Nivel de agua (dispositivo), dispositivo que utiliza la superficie del agua líquida para establecer un plano de referencia horizontal local